# Thierry Dutour
Thierry Dutour es un historiador y sociólogo francés.
Se doctoró en historia en la Universidad de París IV Paris-Sorbonne en 1994, con la tesis Les notables et leur monde. L’organisation de la société à Dijon, vers 1350-vers 1385, teniendo como director de la misma a Henri Dubois.
Actualmente es profesor de historia medieval en la Universidad de París IV Paris-Sorbonne.
Ha centrado sus investigaciones en la historia social de los siglos XIII y XV, la historia urbana, las normas y el consenso social, y más específicamente la nobleza urbana francesa de los siglos XIII y XV.

## Obras publicadas
- Une société de l’honneur. Les notables et leur monde à Dijon à la fin du Moyen Age. — Honoré Champion, París, 1998.
- La ville médiévale. Origines et triomphe de l’Europe urbaine. — París, éditions Odile Jacob, 2003.
Existe traducción castellana:
 La ciudad medieval. Orígenes y triunfo de la Europa urbana. — Barcelona-Buenos Aires-México, Paidós, 2005.